# أسطراغالس نجمي
أسطراغالس نجمي (الاسم العلمي Astragalus exscapus)، الأسطراغالس جنس نباتات  حولية أو معمرة من فصيلة الفولاوات. 
أوراقها ريشية مفردة وسرحة، أو ريشية مزدوجة. أزهارها إبطية، حُزمية التجميع. الثمرة قرن مُختلف الأشكال.
الأسطراغالس النجمي له جذٌر بسيط يبلغ حجم الإصبع، يُغطيه لحاءٌ قاتم اللون البني، ومديثوليوم ليفي، مصفر اللون، عديم الرائحة،
عَقُول الطعم القابض المُرّ. وهو نوع شائع في مختلف المناطق الأوروبية، وعلى الأخص في جبال الألب. مُضادّ للسَّفْلس والروماتيزم،
منشط ومعرق.